# マリク・アブドゥル・バシール
アブドゥル・マリク・ビン・アブドゥル・バシール（英: Abdul Malik Bin Abdul Bashir, 阿: عبد الملك بن عبد البشير, 1968年1月11日 - ）はシンガポール出身のサッカー審判員である。

## 概要
Sリーグでサッカー審判員のキャリアを開始した後、2002年にFIFAのライセンスを取得し国際審判員として活動している。母語であるマレー語の他に、第二言語として英語を使用できる。FIFAにおける登録名はマリク・アブドゥル・バシール (Malik Abdul Bashir)、AFCにおける登録名はアブドゥル・マリク (Abdul Malik)になっており、大会によって公式表示名が変化する数少ない審判である。
AFCアジアカップ2011では4試合で主審を務めた。また、AFCチャンピオンズリーグでも審判を務めており、AFCチャンピオンズリーグ2008の決勝第1戦において、ガンバ大阪対アデレード・ユナイテッドの審判を務めている。

## 担当した主な国際大会

### AFCアジアカップ2011
AFCアジアカップ2011では4試合を担当した。
- グループA:  カタール vs  クウェート
- グループB:  日本 vs  ヨルダン
- 準々決勝：  ウズベキスタン vs  ヨルダン
- 3位決定戦：  ウズベキスタン vs  韓国

### FIFAワールドカップ・アジア予選
- 2010 FIFAワールドカップ・アジア予選
  - 3次予選：グループ2  日本 vs  オマーン、グループ5  イラン vs  シリア
  - 4次予選：グループA  バーレーン vs  日本、 カタール vs  オーストラリア、グループB  サウジアラビア vs  韓国
- 2014 FIFAワールドカップ・アジア予選
  - 2次予選： インド vs  アラブ首長国連邦
  - 3次予選：グループB  韓国 vs  レバノン、グループE  インドネシア vs  カタール、 バーレーン vs  イラン
  - 4次予選：グループA  イラン vs  韓国、 ウズベキスタン vs  レバノン、 カタール vs  イラン、グループB  日本 vs  イラク、 オーストラリア vs  ヨルダン